# Europejska kolonizacja Ameryki
Europejska kolonizacja Ameryki – ekspansja kolonialna mieszkańców Europy dokonywana na terenach Ameryki Północnej i Południowej. Choć pierwsi europejscy osadnicy (wikingowie), założyli własną osadę na Nowej Fundlandii już w XI wieku, za właściwy początek szerszej ekspansji uznaje się dopiero okres wielkich odkryć geograficznych (XV–XVI w.). Zdobycze kolonialne na terenie Ameryki stały się istotnym elementem polityki kolonializmu mocarstw europejskich, aż do okresu dekolonizacji w XVIII–XIX wieku.
Według antropologa Dennisa Stanforda ze Smithsonian Institution i Bruce Bradleya z Uniwersytetu Exeter pierwsi ludzie mogli przybyć do Ameryki Północnej z Europy, tworząc kulturę Clovis, jeszcze przed napływem ludności paleoazjatyckiej przez Cieśninę Beringa. Hipotezę Stanforda odrzuca jednak większość naukowców. Natomiast próba kolonizacji przez wikingów w XI w. zakończyła się porażką i nie była rozwijana. Tradycyjnie za właściwe rozpoczęcie kolonizacji przyjmuje się Boże Narodzenie 1492 r. kiedy to 39 marynarzy ze statku Kolumba pozostało na wyspie Hispaniola. Dało to początek zakrojonej na szeroką skalę ekspansji w kolejnych wiekach, która doprowadziła do niemal całkowitego podziału obu kontynentów między europejskie mocarstwa.

## Ameryka Północna
Głównymi kolonizatorami Ameryki Północnej były Hiszpania, Francja i Wielka Brytania, lecz także inne kraje, jak Holandia, Szwecja, Rosja i Dania, zaznaczyły swoją obecność na tym kontynencie. Początkowe wyprawy były finansowane ze środków prywatnych.

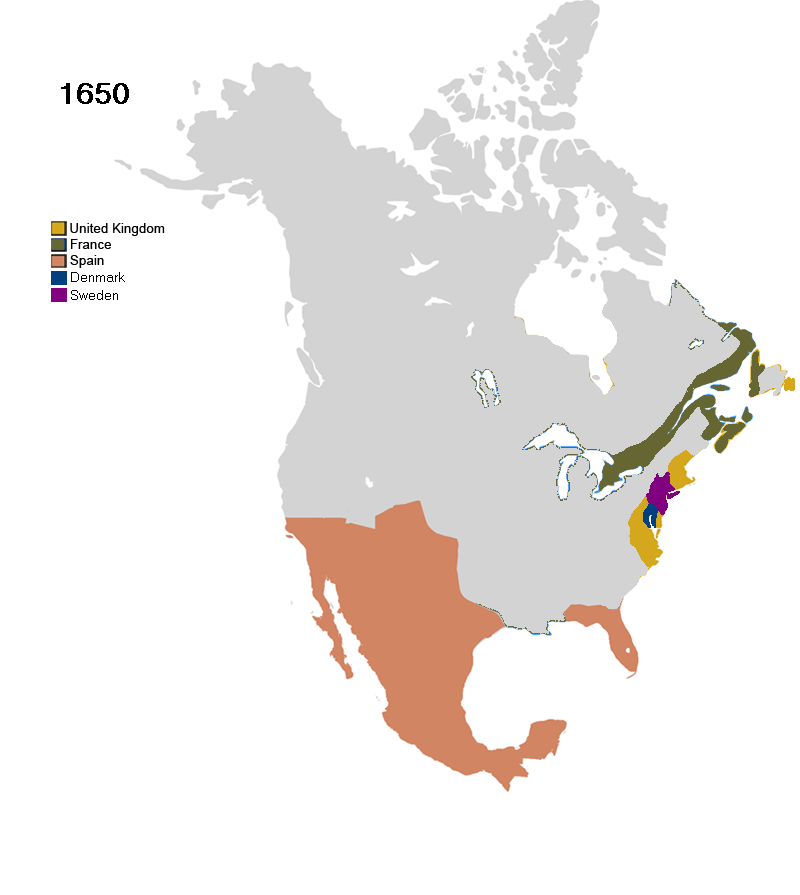
Kolonizacja Ameryki Północnej w 1650 roku
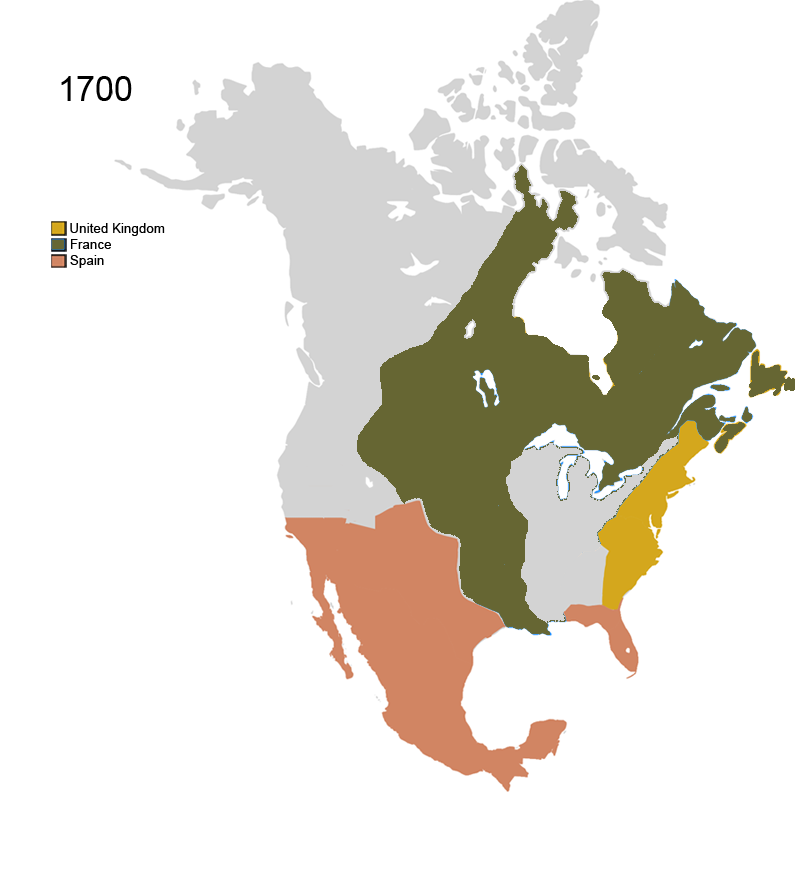
Kolonizacja Ameryki Północnej w 1700 roku
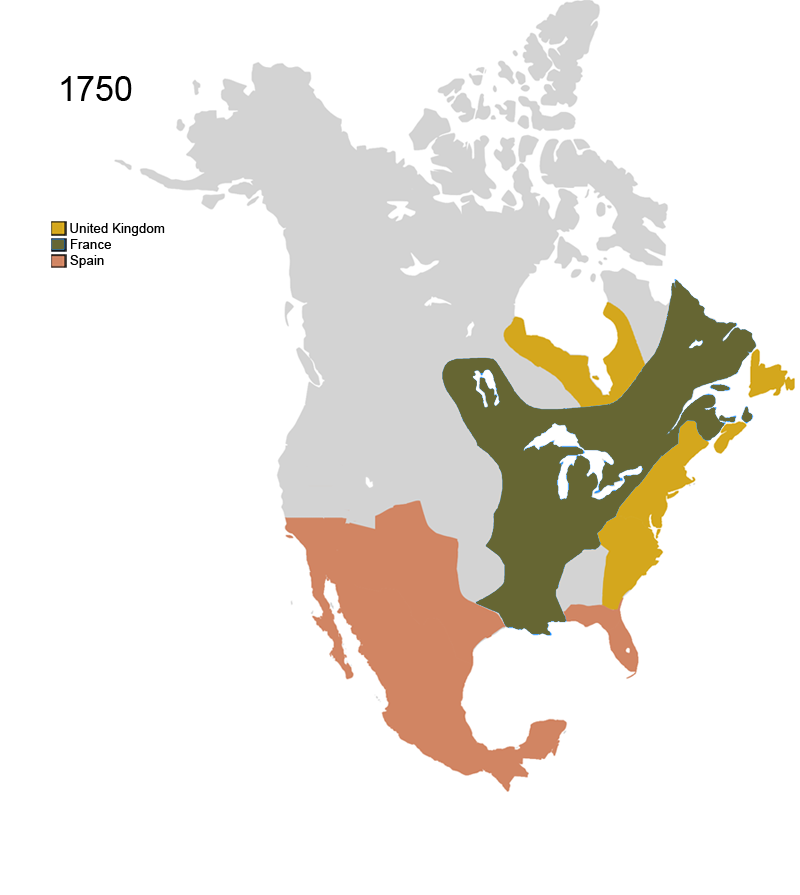
Kolonizacja Ameryki Północnej w 1750 roku
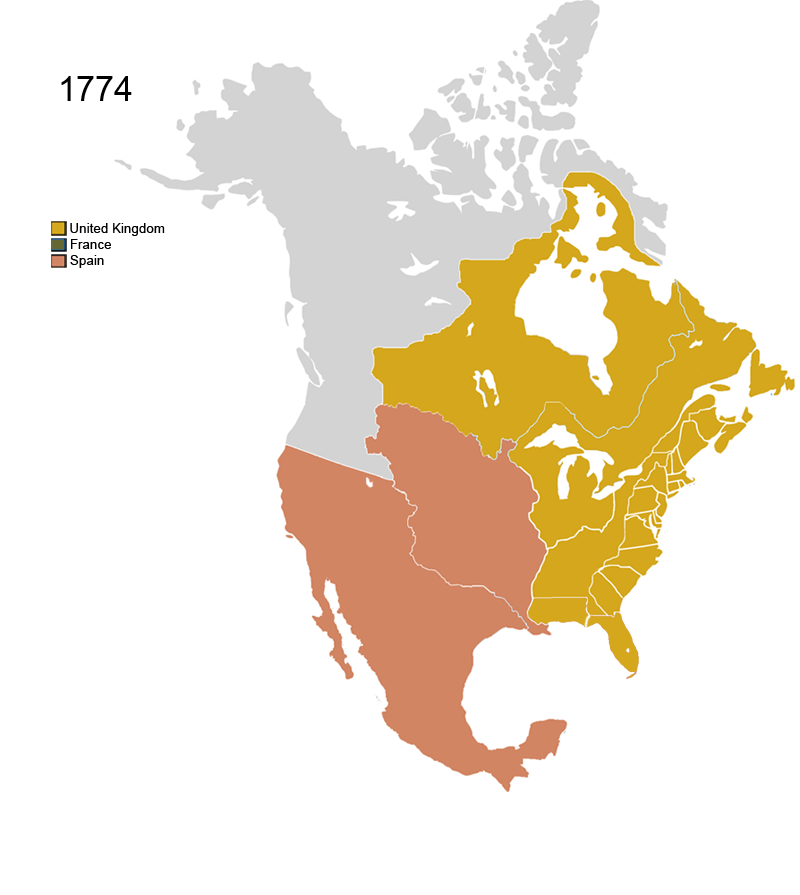
Kolonizacja Ameryki Północnej w 1774 roku
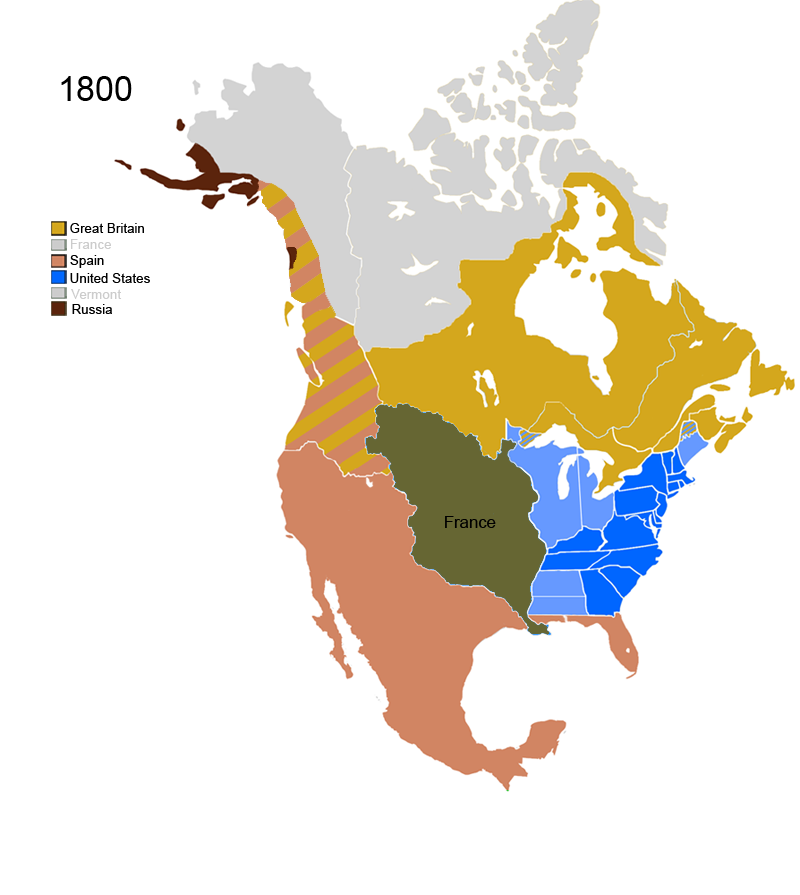
Kolonizacja Ameryki Północnej w 1800 roku
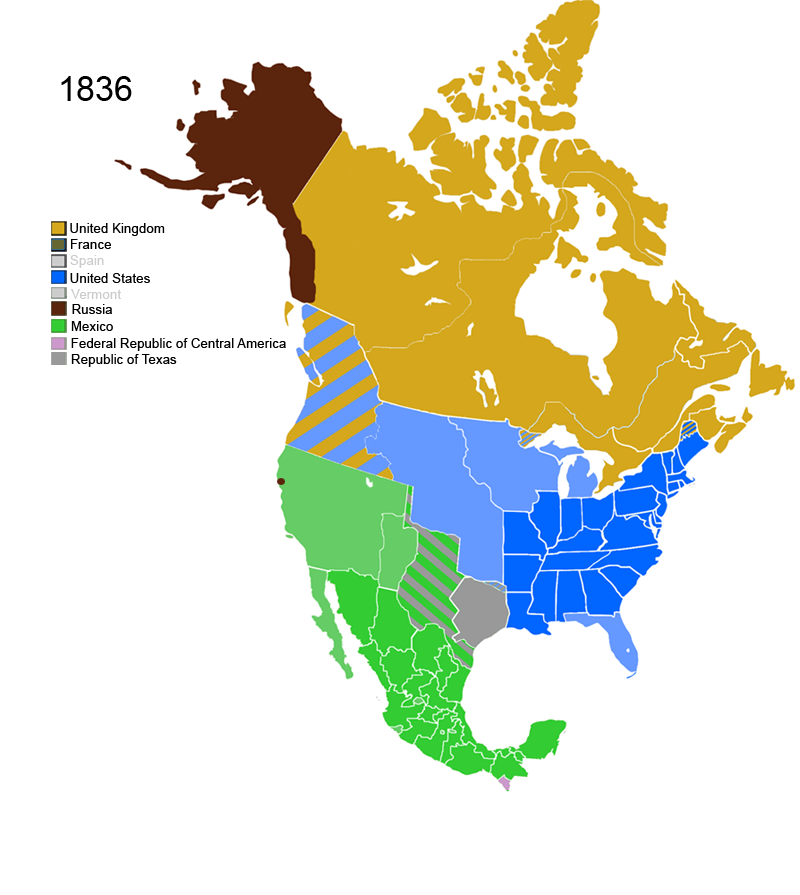
Kolonizacja Ameryki Północnej w 1836 roku

Rozpad północnoamerykańskiego systemu kolonialnego nastąpił dwiema drogami:
- rewolucyjną – wskutek buntów społeczeństw kolonialnych, jak to miało miejsce w przypadku Stanów Zjednoczonych i Meksyku;
- ewolucyjną – wskutek stopniowych koncesji politycznych ze strony kraju macierzystego na rzecz mieszkańców kolonii, jak w Kanadzie.

Charakterystyczną cechą dekolonizacji Ameryki Północnej był fakt, że nie uczestniczyli w niej (lub uczestniczyli w bardzo ograniczonym zakresie) pierwotni mieszkańcy kontynentu (tzw. Indianie). Inicjowali ją i prowadzili potomkowie kolonizatorów oraz kolejnych przybyszów do kolonii, z czasem tracących związki z krajami pochodzenia. W wyniku dekolonizacji powstały „białe” lub etniczne mieszane kraje, tworzące współczesną Amerykę Północną.
Do połowy XVIII wieku praktycznie cały obszar Ameryki Północnej został zbadany i podzielony przez kolonizatorów. W 1871 roku Kongres USA zaprzestał zawierania z ludami tubylczymi – traktowanymi dotąd przez władze USA jak suwerenne narody – traktatów zmieniających granice indiańskich ziem i zakres ich niezależności, osadzając większość z nich na tzw. Terytorium Indiańskim i w niewielkich rezerwatach. Masakra nad Wounded Knee z 29 grudnia 1890 roku symbolicznie zakończyła okres wojen indiańskich w Ameryce Północnej. Podobne procesy miały miejsce równolegle na terenach obecnej Kanady.

### Główne kolonie
- Hiszpania

- - Antigua i Barbuda
  - Kostaryka
  - Floryda
  - Gwatemala
  - Hispaniola
  - Honduras
  - Jamajka
  - Kalifornia
  - Kuba
  - Meksyk
  - Nikaragua
  - Panama
  - Portoryko
  - Salwador
- Francja

- - Akadia
  - Grenada
  - Gwadelupa
  - Haiti
  - Luizjana
  - Martynika
  - Nowa Francja
  - Saint Lucia
  - Tobago
- Wielka Brytania

- - Brytyjskie Karaiby
  - Georgia
  - Kanada
  - Karolina Północna
  - Karolina Południowa
  - Nowa Anglia
  - Nowa Fundlandia
  - Nowa Kaledonia, później znana jako Kolumbia Brytyjska
  - New Jersey
  - Nowa Szkocja
  - Nowy Jork
  - Pensylwania
  - Rhode Island
  - Terytoria Północno-Zachodnie
  - Wyspa Vancouver
  - Ziemia Ruperta
- Holandia

- - Antyle Holenderskie
  - Nowa Holandia
- Szwecja
  - Nowa Szwecja
- Rosja

- - Alaska (Nowa Rosja)
- Dania
  - Grenlandia
  - Wyspy Dziewicze
- Kurlandia
  - Nowa Kurlandia

## Ameryka Południowa
Amerykę Południową w XVI w. głównie skolonizowali Hiszpanie i Portugalczycy, w mniejszym stopniu Brytyjczycy (Gujana Brytyjska), Holendrzy (Surinam) i Francuzi (Gujana Francuska). Kolonializacja doprowadziła do prawie całkowitego wyniszczenia kultury tubylczej i znacznego zmniejszenia liczby ludności oraz napływu ludności białej i czarnej, dlatego dzisiejsi mieszkańcy to głównie osadnicy europejscy przede wszystkim Portugalczycy w Brazylii i Hiszpanie w pozostałych koloniach. Większość kolonii (poza Gujaną Francuską) uzyskała niepodległość w XIX i XX w.

### Główne kolonie
- Hiszpania
  - Kolumbia
  - Peru
  - Wenezuela
  - Paragwaj
  - Argentyna
  - Urugwaj
  - Chile
  - Boliwia
  - Ekwador
- Portugalia
  - Brazylia
- Wielka Brytania
  - Gujana Brytyjska
- Francja
  - Gujana Francuska
- Holandia
  - Surinam